# Triumvirat

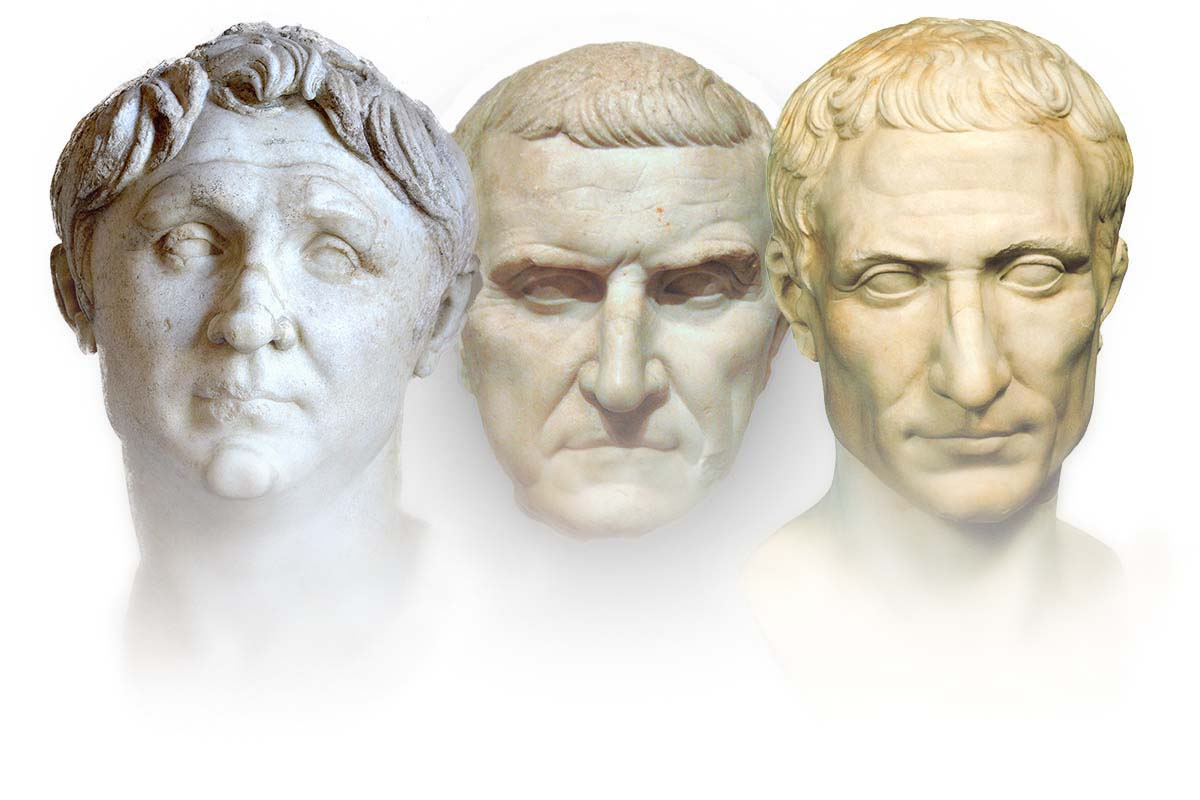
Första triumviratet mellan Pompejus, Crassus och Caesar.

Triumvirat är ett ord sammansatt av latinets trium, "av tre" (genitivformen av tres, "tre") och vir "man", det vill säga tre män, triumvirer, samt ändelsen -at, ursprungligen betecknande ett tremannakollegium i republikens Rom. 
Till det romerska rikets kända triumvirat hör det första triumviratet, vilket slöts mellan Julius Caesar, Marcus Licinius Crassus och Pompejus den store år 60 f.Kr., och det andra triumviratet som utsågs 43 f.Kr. mellan Marcus Antonius, Octavianus och Lepidus.

## Första triumviratet
Det första var en opolitisk och juridiskt informell överenskommelse mellan Caesar, som valts till konsul för följande året, Pompejus, Roms främste general, och Crassus, den rikaste.
Den politiska förbindelsen mellan Pompejus och Caesar befästes också genom familjeförbindelse, då Caesars dotter Julia år 59 f.Kr. blev gift med Pompejus. En tidig död ryckte bort Julia redan år 54 f.Kr., och de personliga förhållandena blev sedan lösare mellan de mäktiga männen. Vid sidan av Caesar och Pompejus stod Crassus som tredje man i förbundet, och när han år 53 f.Kr. föll i strid mot parterna fanns inte längre något triumvirat. Även en tid efteråt stod Pompejus och Caesar vid varandras sida, men förhållandet mellan dem blev, till följd av Caesars framgångar i kriget i Gallien, allt kyligare.
Under triumviratets första år strävade Pompejus ännu efter en orepublikansk maktställning i motsats till senatens tendenser, men den alltmer framträdande motsättningen till Caesar förde så småningom Pompejus över på senatens sida, och senaten kom slutligen i det läget att den kunde spela ut Pompejus mot Caesar. Pompejus och Caesar blev till slut fiender och utkämpade ett inbördeskrig mot varandra till den förres död 48 f.Kr.

## Andra triumviratet
Andra triumviratet var en formell styrelseform med tredelat envälde under fem års tid. Det förlängdes till ytterligare en period men upphörde att gälla nyåret år 32 f.Kr., då nya konsuler valdes men tvingades lämna staden kort därefter när ett nytt inbördeskrig utbröt.